# Gene Clark with the Gosdin Brothers
Gene Clark with the Gosdin Brothers è il primo album solista di Gene Clark (con la partecipazione dei Gosdin Brothers), pubblicato dalla Columbia Records nel gennaio del 1967 (anche secondo quanto riportano le note di copertina dell'LP pubblicato nel 2000 dalla Sundazed Records, riferito all'album della Columbia Records CS 9418) in altre fonti come data di pubblicazione viene indicato il febbraio 1967. I brani del disco furono registrati nel 1966 (con sovraincisioni delle parti vocali dei The Gosdin Bros. effettuate nel novembre del 1966) al CBS Recordings Studio di Hollywood, California, Stati Uniti.

## Tracce
Brani composti da Gene Clark, eccetto dove indicato
Lato A
1. Echoes – 3:14
2. Think I'm Gonna Feel Better – 1:32
3. Tried so Hard – 2:20
4. Is Yours Is Mine – 2:26
5. Keep on Pushin' – 1:44 (Gene Clark, Bill Rinehart)
6. I Found You – 2:58

Lato B
1. So You Say You Lost Your Baby – 2:06
2. Elevator Operator – 2:28 (Gene Clark, J. Larson, Bill Rinehart)
3. The Same One – 2:37
4. Couldn't Believe Her – 1:52
5. Needing Someone – 2:02

Edizione LP del 2000, pubblicato dalla Sundazed Records (LP 5062)
Lato A
1. Echoes – 3:15 (Gene Clark) – Registrato il 7 ottobre 1966
2. Think I'm Gonna Feel Better – 1:33 (Gene Clark) – Registrato il 13 ottobre 1966
3. Tried so Hard – 2:18 (Gene Clark) – Registrato il 10 novembre 1966
4. Is Yours Is Mine – 2:31 (Gene Clark) – Registrato il 16 novembre 1966
5. Keep on Pushin' – 1:44 (Gene Clark, Bill Rinehart) – Registrato il 13 ottobre 1966
6. I Found You – 2:57 (Gene Clark) – Registrato l'11 ottobre 1966
7. Only Colombe – 3:00 (Gene Clark) – Registrato il 10 maggio 1967

Lato B
1. So You Say You Lost Your Baby – 2:06 (Gene Clark) – Registrato il 16 novembre 1966
2. Elevator Operator – 2:46 (Gene Clark, J. Larson, B. Rinehart) – Registrato il 13 ottobre 1966
3. The Same One – 3:27 (Gene Clark) – Registrato il 18 novembre 1966
4. Couldn't Believe Her – 2:03 (Gene Clark) – Registrato il 14 ottobre 1966
5. Needing Someone – 2:02 (Gene Clark) – Registrato il 10 novembre 1966
6. The French Girl – 2:35 (L. Tyson, S. Ficker) – Registrato il 24 aprile 1967
7. So You Say Lost Your Baby (Demo) – 2:19 (Gene Clark) – Registrato il 9 novembre 1966

Edizione CD del 2007, pubblicato dalla Sundazed Records (11188)
1. Echoes – 3:15 (G. Clark)
2. Think I'm Gonna Feel Better – 1:32 (G. Clark)
3. Tried so Hard – 2:18 (G. Clark)
4. Is Yours Is Mine – 2:18 (G. Clark)
5. Keep on Pushin' – 1:43 (G. Clark, B. Rinehart)
6. I Found You – 2:58 (G. Clark)
7. So You Say You Lost Your Baby – 2:06 (G. Clark)
8. Elevator Operator – 2:23 (G. Clark, J. Larson, B. Rinehart)
9. The Same One – 3:26 (G. Clark)
10. Couldn't Believe Her – 1:49 (G. Clark)
11. Needing Someone – 2:02 (G. Clark)
12. Tried so Hard – 2:21 (G. Clark) – Bonus Track - Alternate Version
13. Elevator Operator – 2:56 (G. Clark, J. Larson, B. Rinehart) – Bonus Track - Alternate Version
14. Only Colombe – 3:04 (G. Clark) – Bonus Track - Mono
15. The French Girl – 2:34 (L. Tyson, S. Ficker) – Bonus Track - Mono
16. So You Say You Lost Your Baby – 2:30 (G. Clark) – Bonus Track - Acoustic Demo
17. Is Your Is Mine – 2:08 (G. Clark) – Bonus Track - Acoustic Demo

## Musicisti
- Gene Clark - chitarra, voce
- Vern Gosdin - voce (in sovraincisione)
- Rex Gosdin - voce (in sovraincisione)
- Glen Campbell - chitarra
- Clarence White - chitarra
- Bill Rinehart - chitarra
- Jerry Kole - chitarra
- Leon Russell - pianoforte, clavicembalo
- Leon Russell - arrangiamenti, conduttore musicale (brani: Echoes e So You Say Lost Your Baby)
- Douglas Dillard - chitarra elettrica (o) banjo elettrico (brano: Keep on Pushin')
- Chris Hillman - basso
- Mike Clarke - batteria